# 춘화

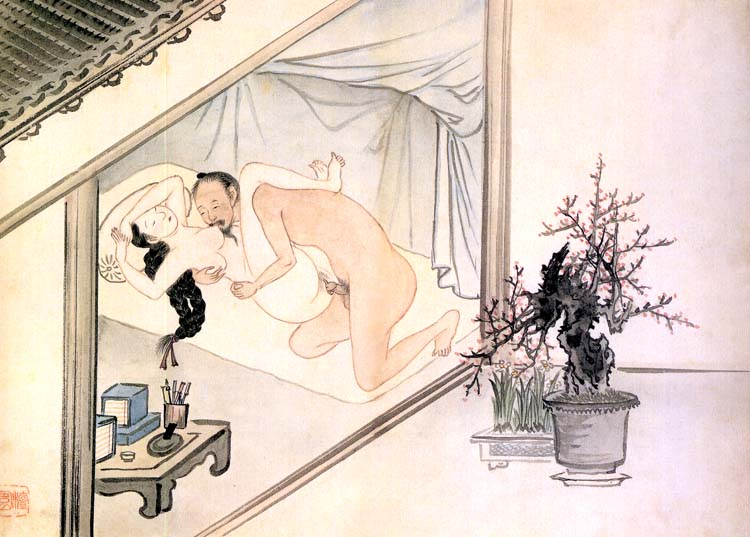
김홍도 화백의 작품으로 알려진 연작집 《운우도첩》에 실린 춘화 중 하나

춘화(春畵, 영어: Chunhwa)는 넓은 의미로는 중국, 일본, 한국과 같은 동아시아 문화권에서 남녀 간의 성행위를 적나라하게 묘사한 풍속화를 가리키는 말이며, 좁은 의미로는 주로 조선 시대의 한국적 성애 미술 전통을 일컫는 용어이다.

## 한국의 춘화
영조 때 박양한이 쓴 《매옹한록》(梅翁閑錄)에 따르면 이러한 전통은 중국에서 수입된 것이라고 한다. 시기적으로 볼 때 한국에 처음으로 향락용 춘화가 전파된 것은 원나라와 교류가 있었던 고려 후기로 추정되고 있다. 고려청자나 거울뒷면에 그려진 춘화가 전해지고 있다. 한국에 본격적으로 춘화가 유입되기 시작한 것은 17세기 이후 조선 후기로, 조선왕조실록에는 인조 연간에 청나라에서 보내온 사절단의 선물 목록에 종종 춘의상과 같은 것이 섞여 있어 돌려보냈으며 숙종 때에도 춘화를 그려넣은 도자기가 밀반입되었다는 기록이 있다. 명나라와 청나라로부터 많은 소설들이 수입되면서 성적인 주제에 대한 관심이 증대됨에 따라 18세기 이후에는 서울을 중심으로 조선에서 직접 제작한 춘화가 유행하였다. 하지만 일본의 슌가와 중국의 춘궁도에 비하면 조선의 강한 유교적 가치관 때문에 춘화는 그다지 주류가 되진 못했으며, 그 묘사 수위는 일본이나 중국의 작품들만큼 노골적이지 않다. 춘화는 사람들의 일상 생활을 묘사한 한국의 전통적인 풍속화의 스타일에 의해서도 영향을 받았다. 19세기까지 크게 유행하였던 춘화는 점차 포르노그래피 이상의 의미를 가지지 못하게 되면서 쇠락하였다.
또한 명확한 기록은 남아 있지 않으나 몇몇 춘화에서는 이를 통해 나이 든 기생이 어린 기생들에게 성교육을 시키는 장면이 묘사되어 있다.
19세기에 유행하던 조선의 춘화는 대부분 익명의 예술가들에 의해 그려졌으며, 김홍도나 신윤복의 작품을 사칭하는 경우가 많았는데 대가들의 작품임을 내세워 가격을 높이거나 당시 유교 문화에서 금기시 되던 적나라한 성묘사에 대한 장벽을 대가의 이름을 빌어 피해보려했던 것으로 추정된다. 19세기 조선의 춘화는 성행위에 대한 묘사라는 인간의 본성을 자극하는 것이자, 낭만과 퇴폐 같은 당시의 사회의 일상을 반영했다는 점에서 풍속화의 타락을 보여주는 것이기도 하다.
춘화는 20세기 한국 작가들의 작품에 영감을 주기도 했는데, 화가 이중섭과 같이 근현대에 이르기까지 춘화를 그린 경우도 있다. 이중섭은 19세기 조선의 춘화에서 많은 영감을 얻은 것으로 전해진다.

### 작품의 예

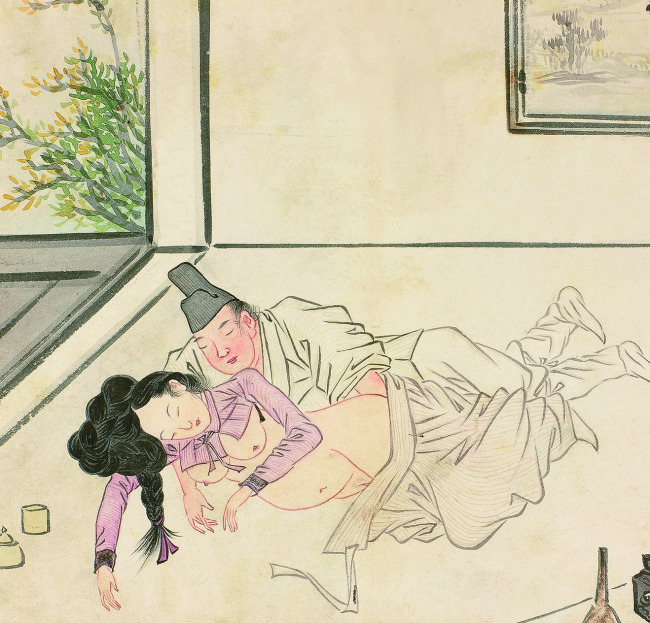
신윤복 화백의 작품으로 알려진 연작집 《건곤일회도첩》에 실린 춘화 중 하나

한국의 춘화의 잘 알려진 예로는 김홍도 화백의 《운우도첩》과 신윤복 화백의 《건곤일회도첩》이 있다. 그러나 춘화들 중 일부는 그림의 가격을 높이기 위해 유명 화가의 그림을 위조한 것으로 생각된다.

## 중국의 춘화
중국에서는 명나라이후 춘화가 크게 유행하였다. 종이뿐만 아니라 부채나 식기 등에도 그려 넣었으며 《금병매》와 같은 소설의 한 장면을 넣기도 하였다.

## 일본의 춘화
일본의 에도시대에는 우키요에라는 풍속화가 크게 유행하였으며 유곽이나 게이샤를 주제로한 슌가가 많이 그려졌다. 18세기 조선통신사로 일본에 다녀온 신유한은 '금수와 같을 정도로 남녀간의 풍기가 문란하고, 사람마다 춘화를 몸에 지니고 있다.'고 기록하고 있다. 우키요에는 풍경, 풍속, 인물 등 넓은 주제를 다루었으나 춘화 역시 중요한 주제였다.
한편, 일본의 우키요에는 서양에 전파되어 큰 파장을 일으켰으며 인상파와 같은 화풍에 영향을 주었다. 20세기 초 오스트리아 빈의 화가였던 에곤 실레와 같은 사람들은 우키요에 춘화를 광적으로 수집하기도 하였다.

## 같이 보기
- 슌가 – 일본의 춘화
- 춘궁도 – 중국의 춘화